# Juan Elías Gómez de Terán

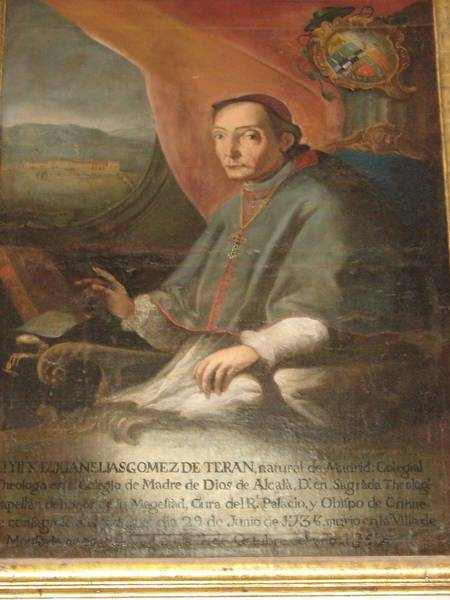
El obispo Juan Elías Gómez de Terán y el Palacio Episcopal de Caudete al fondo

Juan Elías Gómez de Terán  (Madrid, 1688 – Monforte del Cid, 9 de octubre de 1758) fue un religioso español.  

## Biografía
Formado con los jesuitas, ingresó en la Universidad de Alcalá de Henares donde estudió cánones y teología. Hacia 1710 fue ordenado sacerdote, ocupando a partir de ese momento importantes cargos en la corte de Felipe V llegando ser capellán de honor y rector del Palacio Real.
El 12 de febrero de 1738 fue propuesto ante la Santa Sede por el rey para ser obispo de Orihuela, siendo consagrado el 27 de junio.
Fue un destacado obispo reformista, adelantado de la Ilustración en la iglesia católica, lo que le llevó a no pocos pleitos con el cabildo catedralicio y las comunidades religiosas y locales. Fundó el Seminario de San Miguel en Orihuela. Pero su actividad constructora no quedó encerrada en la sede de la diócesis, sino que prosiguió a lo largo y ancho de la actual provincia de Alicante levantando templos en San Vicente del Raspeig, La Romana, Pinoso y Elche. 
Durante largos periodos de su episcopado Gómez de Terán residió en el Palacio Episcopal de Caudete, convirtiéndolo en sede de facto de la diócesis.  
Fue enterrado en la primitiva iglesia de la Misericordia de Alicante, bajo una estatua orante que fue destruida durante los disturbios de la Guerra Civil, hasta que fue cerrada y sus restos se trasladaron a la concatedral de San Nicolás de Bari, y una vez terminada la nueva, sus restos volvieron a la Misericordia, los cuales fueron colocados delante de donde se encuentra la imagen de San José que se halla debajo de la tribuna izquierda del templo, y que el domingo 17 de diciembre del 2017, III domingo de Adviento, tras clausurar junto al obispo de la Diócesis de Orihuela-Alicante Mons. Jesús Murgui Soriano el jubileo del centenario de la parroquia, los seminaristas estudiantes de filosofía del Seminario Diocesano de Orihuela trasladaron sus restos mortales hasta los pies del presbiterio, donde le dieron sepultura y descansan ahora.